# Linia kolejowa Lysá nad Labem – Ústí nad Labem
Linia kolejowa Lysá nad Labem – Ústí nad Labem – dwutorowa, zelektryfikowana linia kolejowa o znaczeniu krajowym w Czechach. Łączy stację Lysá nad Labem i Uście nad Łabą przez Všetaty, Mielnik, Štětí i Litoměřice. Przebiega przed terytorium dwóch krajów środkowoczeskiego i usteckiego.